# Saurida micropectoralis
Saurida micropectoralis is een straalvinnige vissensoort uit de familie van hagedisvissen (Synodontidae). De wetenschappelijke naam van de soort is voor het eerst geldig gepubliceerd in 1972 door Shindo & Yamada.